# Эммануэль, Натали
На́тали Джоа́нна Эмма́нуэль (англ. Nathalie Joanne Emmanuel; род. 2 марта 1989, Саутенд-он-Си, Эссекс) — британская актриса. Наиболее известна по роли помощницы Дейенерис Таргариен Миссандеи в телесериале HBO «Игра престолов» и Рамзи в серии фильмов «Форсаж».

## Биография
Родилась 2 марта 1989 года в Саутенд-он-Си, в графстве Эссекс, Англия. Её отец наполовину сент-люсиец, наполовину англичанин, а мать доминиканка. У неё есть старшая сестра. Впервые увлечение дочери драматургией и желание стать актрисой её родители заметили когда та училась в частной школе Святой Хильды в Вестклифф-он-Си; позже она перешла в Вестклиффскую среднюю грамматическую школу для девочек.
В интервью New York Daily News она сказала следующее: «Когда мне было три года, [я] так часто устраивала драму, что моя мама решила, что мне, возможно, следует направить её в правильное русло, — поэтому она отдала меня на курсы актёрского мастерства, пения и танцев». В 10-летнем возрасте она сыграла юную Налу в постановке мюзикла «Король Лев» в театре на Вест-Энде.

## Фильмография
| Год       |     | Русское название                         | Оригинальное название                         | Роль            |
| --------- | --- | ---------------------------------------- | --------------------------------------------- | --------------- |
| 2007—2010 | с   | Холлиокс                                 | Hollyoaks                                     | Саша Валентайн  |
| 2008      | с   | Холлиокс поздней ночью                   | Hollyoaks Later                               | Саша Валентайн  |
| 2009      | с   | —                                        | Hollyoaks: The Morning After the Night Before | Саша Валентайн  |
| 2011      | с   | Катастрофа                               | Casualty                                      | Шерил Холлоус   |
| 2011      | с   | Плохие                                   | Misfits                                       | Чарли           |
| 2012      | ф   | 28 тысяч                                 | Twenty8k                                      | Карла           |
| 2013—2019 | с   | Игра престолов                           | Game of Thrones                               | Миссандея       |
| 2015      | ф   | Форсаж 7                                 | Fast & Furious 7                              | Рамзи           |
| 2015      | ф   | Бегущий в лабиринте: Испытание огнём     | Maze Runner: The Scorch Trials                | Харриет         |
| 2016      | кор | Волны                                    | Waves                                         |                 |
| 2017      | ф   | Форсаж 8                                 | The Fate of the Furious                       | Рамзи           |
| 2018      | ф   | Бегущий в лабиринте: Лекарство от смерти | The Maze Runner: The Death Cure               | Харриет         |
| 2018      | ф   | Титан                                    | The Titan                                     | Талли Резерфорд |
| 2018      | кор | Колдунья                                 | Sorceress                                     | официантка      |
| 2018      | кор | Поздно                                   | Late                                          | Лорен           |
| 2018      | кор | Бежать                                   | Run                                           | Белла           |
| 2019      | мс  | Тёмный кристалл: Эпоха сопротивления     | The Dark Crystal: Age of Resistance           | Дит             |
| 2019      | с   | Четыре свадьбы и одни похороны           | Four Weddings and a Funeral                   | Майя            |
| 2020      | ф   | Холли остается ночевать                  | Holly Slept Over                              | Холли           |
| 2020      | с   | Крепкий Харт                             | Die Hart                                      | Джордан Кинг    |
| 2021      | с   | Нераскрытое дело                         | The Coldest Case                              | Кейт Фентон     |
| 2021      | ф   | Форсаж 9                                 | F9                                            | Рамзи           |
| 2021      | ф   | Армия воров                              | Army of Thieves                               | Гвендолин Старр |
| 2022      | ф   | Приглашение                              | The Invitation                                | Иви             |
| 2023      | ф   | Форсаж 10                                | Fast X                                        | Рамзи           |
| 2024      | ф   | Артур, ты король                         | Arthur the King                               | Оливия          |
| 2024      | ф   | Мегалополис                              | Megalopolis                                   | Юлия Цицерон    |
| 2024      | ф   | Наёмный убийца                           | The Killer                                    | Зи              |

## Награды и номинации
| Награды и номинации | Награды и номинации                         | Награды и номинации                             | Награды и номинации | Награды и номинации | Награды и номинации |
| Год                 | Награда                                     | Категория                                       | Фильм или сериал    | Результат           | Примечания          |
| ------------------- | ------------------------------------------- | ----------------------------------------------- | ------------------- | ------------------- | ------------------- |
| 2014                | Премия Гильдии киноактёров США              | Лучший актёрский состав в драматическом сериале | Игра престолов      | Номинация           |                     |
| 2015                | Премия Гильдии киноактёров США              | Лучший актёрский состав в драматическом сериале | Игра престолов      | Номинация           |                     |
| 2016                | Премия Гильдии киноактёров США              | Лучший актёрский состав в драматическом сериале | Игра престолов      | Номинация           |                     |
| 2016                | Screen Nation Awards                        | Female Performance in Film                      | Форсаж 7            | Победа              |                     |
| 2017                | Премия Гильдии киноактёров США              | Лучший актёрский состав в драматическом сериале | Игра престолов      | Номинация           |                     |
| 2018                | Премия Гильдии киноактёров США              | Лучший актёрский состав в драматическом сериале | Игра престолов      | Номинация           |                     |
| 2018                | Gold Derby Awards                           | Ансамбль года                                   | Игра престолов      | Номинация           |                     |
| 2019                | Международный кинофестиваль Ричарда Харриса | Лучшая женская роль                             | Колдунья            | Номинация           |                     |
| 2019                | IGN Summer Movie Awards                     | Приз зрительских симпатий                       | Игра престолов      | Победа              |                     |
| 2019                | IGN Summer Movie Awards                     | Лучший телевизионный ансамбль                   | Игра престолов      | Номинация           |                     |
| 2020                | Премия Гильдии киноактёров США              | Лучший актёрский состав в драматическом сериале | Игра престолов      | Номинация           |                     |
| 2020                | CinEuphoria Awards                          | Почётная награда                                | Игра престолов      | Победа              |                     |